# Бентон Сити (Мисури)
Бентон Сити (енгл. Benton City) град је у америчкој савезној држави Мисури.

## Демографија
По попису из 2010. године број становника је 104, што је 18 (-14,8%) становника мање него 2000. године.
| Група             | 2000.       | 2010.       |
| Белци             | 118 (96,7%) | 103 (99,0%) |
| Афроамериканци    | 0 (0,0%)    | 0 (0,0%)    |
| Азијати           | 0 (0,0%)    | 0 (0,0%)    |
| Хиспаноамериканци | 1 (0,8%)    | 1 (1,0%)    |
| Укупно            | 122         | 104         |